# Henghe, Chongqing
Henghe (kinesiska: 恒合) är en socken i sydvästra Kina. Den ligger i stadsdistriktet Wanzhou i storstadsområdet Chongqing, omkring 240 kilometer nordost om det centrala stadsdistriktet Yuzhong. Antalet invånare är 13 606. Befolkningen består av 6 748 kvinnor och 6 858 män. Barn under 15 år utgör 26,0 %, vuxna 15-64 år 56 %, och äldre över 65 år 17,0 %. Henghe är en etnisk minoritetssocken (族乡,"zu xiang") för tujia-folket. 